# Armanda River
Armanda River är ett vattendrag i Australien. Det ligger i delstaten Western Australia, omkring 2 000 kilometer nordost om delstatshuvudstaden Perth.
Omgivningarna runt Armanda River är i huvudsak ett öppet busklandskap. Trakten runt Armanda River är nära nog obefolkad, med mindre än två invånare per kvadratkilometer. Genomsnittlig årsnederbörd är 792 millimeter. Den regnigaste månaden är februari, med i genomsnitt 186 mm nederbörd, och den torraste är augusti, med 1 mm nederbörd.